# Südergellersen
Südergellersen ist eine Gemeinde im Landkreis Lüneburg in Niedersachsen und Mitgliedsgemeinde in der Samtgemeinde Gellersen.

## Geografie

### Geografische Lage
Südergellersen liegt im Ostens des Naturparks Lüneburger Heide. Die Gemeinde gehört der Samtgemeinde Gellersen an, die ihren Verwaltungssitz in der Gemeinde Reppenstedt hat.

### Gemeindegliederung

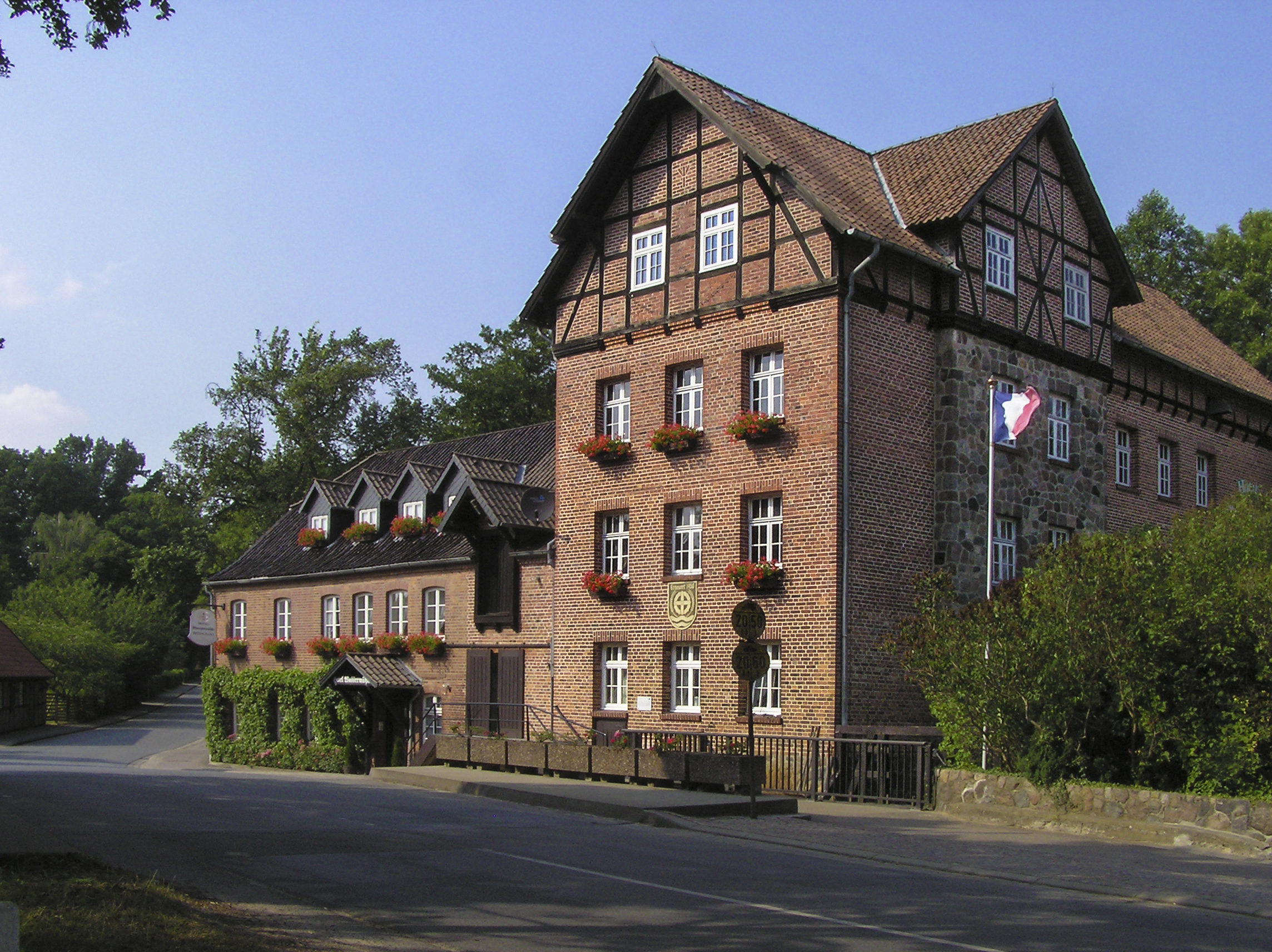
Mühle im Ortsteil Heiligenthal

Die Gemeinde Südergellersen besteht aus den Dörfern Südergellersen und Heiligenthal.

## Geschichte
Aus dem vierten Jahrtausend v. Chr. stammt der Überrest eines Steingrabes der Jungsteinzeit, der heute jedoch völlig zerstört ist. In der Gemarkung des Dorfes haben sich eine Reihe von Grabhügeln der Stein- und der Bronzezeit erhalten. Eindrucksvoll sind die Exemplare am Sportplatz des Dorfes. Diese Gruppe von Grabhügeln bestand ursprünglich aus mindestens einem Dutzend Exemplaren. Bei der Erweiterung des Sportplatzes wurden 1950 drei von ihnen durch das Museum Lüneburg ausgegraben, ein weiterer wurde 1978 archäologisch untersucht. Die älteste Bestattung stammt aus der ausgehenden Jungsteinzeit (um 2000 v. Chr.), weitere Funde gehören in die nachfolgende Bronzezeit; u. a. eine Lanzenspitze und der Überrest eines bronzenen Schwertes (um 1800 v. Chr.). Aus dem Übergang von der jüngeren Bronzezeit zur frühen Eisenzeit stammen eine Reihe von Urnen (um 800 v. Chr.). Im Umfeld wurden weitere Funde entdeckt, deren Datierung das gesamte zeitliche Spektrum dieser Denkmälergruppe bestätigt und die belegen, dass sie weitaus umfangreicher gewesen sein muss. Insgesamt sind aus der Gemarkung Südergellersen sieben Grabhügelgruppen bekannt. In der Nachbargemarkung Heiligenthal wurde zu Anfang der 1990er Jahre vom Institut für Denkmalpflege unweit eines bereits seit dem 19. Jahrhundert bekannten Urnenfriedhofes ein bronzezeitlicher Hügel untersucht, der eine der eindrucksvollsten Schmucktrachten der Lüneburger Bronzezeit enthielt. Erwähnenswert sind ferner eine Reihe von eisenzeitlichen Siedlungsbefunden im Einzugsbereich des Baches.
Die Gemeinde Südergellersen wurde 1267 erstmals urkundlich erwähnt.

### Eingemeindungen
Am 1. März 1974 wurde bei der Gebietsreform in Niedersachsen die Nachbargemeinde Heiligenthal eingegliedert.

## Politik
Die Gemeinde Südergellersen gehört zum Landtagswahlkreis 49 Lüneburg und zum Bundestagswahlkreis 38 Lüchow-Dannenberg – Lüneburg.

### Gemeinderat
Der Rat der Gemeinde Südergellersen setzt sich aus elf Ratsfrauen und Ratsherren zusammen.
- CDU (5 Sitze)
- Bündnis 90/Die Grünen (2 Sitze)
- SPD (2 Sitze)
- FDP (1 Sitz)
- DIE LINKE (1 Sitz)

Stand: Kommunalwahl am 12. September 2021

### Bürgermeister
Ehrenamtliche Bürgermeisterin der Gemeinde Südergellersen ist Annette Kammeier (CDU).

### Wappen
Das Wappen der Gemeinde besteht aus einem Schild, geteilt (4:3), oben auf grünem Hintergrund sieben aufrechtstehende (Pfahlweise angeordnete) goldene Eicheln, unten auf goldenem Hintergrund ein halbes schwarzes Mühlenrad. Die Eicheln stehen stellvertretend für die sieben Eichenhaine im Dorf. Das Mühlenrad symbolisiert das Dorf Heiligenthal, das zu Südergellersen gehört und in dem eine Wassermühle steht.

## Verkehr
Zu den Autobahnen A 7 und A 39, die westlich bzw. nördlich der Gemeinde liegen, sind es etwa 20 bzw. vierzehn Kilometer. Südergellersen ist über die Kreisstraße 10 im Süden in etwa drei Kilometer Entfernung an die Bundesstraße 209 Lüneburg–Amelinghausen–Soltau angeschlossen.